# The Transat 2020
Pour les articles homonymes, voir Transat.
Navigation
Édition précédente Édition suivante

The Transat 2020, officiellement The Transat CIC, devait célébrer la quinzième édition de cette course transatlantique en solitaire. Ce nouveau format de la Transat anglaise devait s'élancer de Brest en France, à destination de Charleston aux États-Unis, le 10 mai 2020, soit une distance théorique de 3 500 milles. Cette course aurait eu lieu 60 ans après la première édition.
La flotte était répartie en quatre classes : Ultime, Multi50, IMOCA et Class40. Une quarantaine de concurrents étaient attendus au départ.
L'édition 2020 est annulée le 28 avril par le comité d'organisation en raison de la pandémie de Covid-19. La prochaine compétition est programmée au printemps 2024.